# Градище (Субашкьой)
Градище (на гръцки: Γκραντίσκος, Градискос, Κοκκινοκορφή, Κάστρο Νέου Σουλίου) е антично и средновековно отбранително съоръжение, разположено край сярското село Субашкьой (Нео Сули), Северна Гърция.

## Име
Името на хълма е от български произход, обичайно за българската топонимия. На гръцки е предавано като Γκραντήσκος, Градискос. Хълмът има и алтернативно име на гръцки - Кокинокорифи (Κοκκινοκορφή), което буквално означава Червен хълм и се дължи на червеникавия цвят на почвата.

## Местоположение
Крепостта е разположена на трапецовиден връх в южните склонове на планината Сминица (Меникио), на 1 km северно от село Субашкьой. От север и юг хълмът има полегати склонове, а от запад и изток стръмни дълбоки дерета. Възвишението е разделено на две плата: горно северно и доло южно.
От върха на хълма има гледка към Сярското поле и визуален контакт със селата Субашкьой, както и със съседните крепости  Кули при Карликьой (Хионохори) и Градище при Везник (Агио Пневма).

## История
Повърхностната керамика принадлежи към късноримския и раннохристиянския период. Крепостта е една от няколкото неидентифицирани укрепени селища, които съществуват в подножието на планината Сминица заедно с Кули при Карликьой (Хионохори), Градище при Везник (Агио Пневма), Градище при Скрижово (Скопия) и Власелник при Дервешен. Създаването на тези крепости-селища се датира в III - IV век поради използването на варов разтвор в зидарията. От този период нататък започват набезите на различни варварски племена - хуни, готи, по-късно славяни и други. В резултат на това, за да се защитят, жителите се събират в естествени укрепени позиции в планините и предпланините и обграждат селищата си със стена. Възможно е някои да са съществували преди като прости селища, които по-късно са били укрепени поради варварските набези.
На разстояние 1,5 km северно от крепостта са открити железни руди и може би крепостта е създадена, за да контролира безопасния транспорт на рудите.

## Архитектура
И двете плата на хълма са били заобиколени от периметърна стена, дълга около 800 m и изградена от ломени камъни със свързващ хоросан. Единствената запазена част с мазилка е тази на югозападния ъгъл около 10-15 m на ниска височина под метър. Ясни следи от стената има от северната и западната страна. От северната страна има непрекъсната каменна купчина с дължина 250 метра, която е остатък от разрушената стена. На едно място на запад и едно на север е измерена дебелината на зида, която е 1,10 m. От южната и източната страна следите от зида се губят.
В района могат да се видят разпръснати камъни, керамика и части от делви, които са останки от селището.
Крепостта е използвана от жителите на околните села за строителен материал. Районът на южното плато изглежда е бил обработван в миналото, тъй като на няколко места могат да се видят много тераси със стени, за да задържат почвата и да улеснят обработката на почвата.